# Carme Pla i Font
Carme Pla i Font (Terrassa, 1966) és una actriu catalana llicenciada per l'Institut del Teatre de Barcelona el 1990.
Membre i fundadora de la companyia de teatre T de Teatre i protagonista de la sitcom catalana Jet Lag. També ha treballat en diversos muntatges teatrals, en llargmetratges i en sèries de televisió com a actriu principal i actriu convidada. A més a més, també ha sigut codirectora a obres de la companyia T de Teatre, directora (i intèrpret) a l'espectacle Contes sorneguers d'en Pere Calders i professora d'interpretació a l'Escola de teatre El Timbal.
Germana del també actor Pep Pla i Font. Resideix al Masnou.

## Teatre
Com a membre de la companyia T de Teatre ha participat en tots els seus espectacles, fet que ha pogut compaginar amb altres projectes com són:
- Què et passa, Marta?, Teatre de l'Ocàs; direcció: M. Casamayor i Teresa Vilardell
- Kabarreig, Cia. Kabarreig
- Mal viatge de Francesc Lucchetti; direcció: Lourdes Barba
- El tigre de Mary Plexiglàs, de Miquel Obiols; direcció: Berty Tovias
- La filla del mar d'Àngel Guimerà; direcció: Sergi Belbel
- El carnaval dels animals i Liliana amb l'Orquestra de Cadaqués
- No és tan fàcil de Paco Mir; direcció: Josep M. Mestres
- Hamlet de William Shakespeare; direcció: Oriol Broggi
- Tres dones i un llop de Javier Daulte; direcció: Carol López

## Televisió
L'èxit a televisió ho va tenir amb la sèrie Jet Lag creada pel seu grup T de Teatre i pel Cesc Gay on interpretava a una dona de trenta anys alternativa, lesbiana i una mica rondinaire que, tot i el seu caràcter fort, té un gran cor. També ha participat en altres sèries i programes emesos a TV3 com La Sagrada Família de Dagoll Dagom, Tres estrelles d'El Tricicle, Plats bruts, Efectes secundaris, Dones d'aigua, Bojos per Molière (en el paper de Laura Fortuny), entre d'altres. I en sèries, d'altres cadenes, com Plàstic (TV2), Los ladrones van a la oficina (Antena 3), Crack (Canal Plus) i Hospital Central (Telecinco).

## Cinema
- Petra (2018) de Jaime Rosales
- EL OLIVO (2016) de Iciar Bollaín
- La nit que va morir l'Elvis (2010) d'Oriol Ferrer.
- Ficció (2006) de Cesc Gay.
- A la ciutat (2003) de Cesc Gay.
- No et tallis ni un pèl de Francesc Casanovas.